# Monomorium creticum
Monomorium creticum är en myrart som beskrevs av Carlo Emery 1895. Monomorium creticum ingår i släktet Monomorium och familjen myror. Inga underarter finns listade i Catalogue of Life.